# 魏紫熙
魏紫熙（1915年—2002年），原名魏文、魏显文，男，汉族，河南遂平人，中国山水画家，曾任中国美术家协会理事。